# Athlete Kings
Athlete Kings (buiten Europa beter bekend als DecAthlete) is een sportspel ontwikkeld en uitgegeven door Sega voor de Sega Saturn. Het spel werd op 12 juli 1996 uitgebracht in Japan en op 17 juli 1996 in de Verenigde Staten.

## Platforms
- Arcade (1995)
- SEGA Saturn (1996)

## Ontvangst
| Beoordeeld door          | Platform    | Datum           | Score |
| ------------------------ | ----------- | --------------- | ----- |
| Fun Generation           | SEGA Saturn | september 1996  | 90%   |
| SEGA-Mag (Objectif-SEGA) | SEGA Saturn | 5 juni 2005     | 90%   |
| neXGam                   | SEGA Saturn | 2002            | 83%   |
| Coming Soon Magazine     | SEGA Saturn | 15 januari 1997 | 80%   |
| Game Revolution          | SEGA Saturn | 6 juni 2004     | 75%   |
| Defunct Games            | SEGA Saturn | 15 juli 2007    | 60%   |
| The Video Game Critic    | SEGA Saturn | 19 april 2007   | 50%   |